# Günther Altenburg
Günther Altenburg (5 de junho de 1894 – 23 de outubro de 1984) foi um diplomata e funcionário civil da Alemanha Nazista. 

## Carreira
Suas primeiras missões diplomáticas o levaram a postos em Roma, Viena e Bucareste, e ele permaneceu envolvido com o sudeste da Europa durante toda a sua carreira. Em 1934, estava servindo em Viena durante o fracassado Putsch de Julho, e provavelmente esteve envolvido em sua preparação. Posteriormente, foi chamado de volta a Berlim, onde trabalhou na seção que lidava com a Áustria e a Checoslováquia. Dr. Altenburg se filiou ao Partido Nazista em 1935 e recebeu uma posição no secretariado do Ministro das Relações Exteriores Joachim von Ribbentrop. Após a invasão da Iugoslávia em abril de 1941, ele foi inicialmente designado para se tornar plenipotenciário para a Sérvia, mas em 28 de abril de 1941 foi nomeado plenipotenciário do Reich para a Grécia. Como o funcionário civil alemão de mais alto escalão na Grécia ocupada, Altenburg funcionou como supervisor do governo fantoche grego junto com seu homólogo italiano Pellegrino Ghigi, e esteve diretamente envolvido na deportação da população judaica de Salônica na primavera de 1943. Ele foi removido de seu posto em 3 de novembro de 1943, após a Rendição italiana e a ocupação completa da Grécia pelos alemães, o que levou a uma completa reestruturação da administração alemã sob o novo Governador Militar da Grécia, Alexander Löhr. Após a guerra, ele testemunhou nos Julgamentos de Nuremberg e serviu como secretário-geral do Deutsche Gruppe der Internationalen Handelskammer ("Grupo Alemão da Câmara de Comércio Internacional"), um lobby industrial. 